# 宮の森町 (室蘭市)
宮の森町（みやのもりちょう）は北海道室蘭市の地名。宮の森町一丁目から四丁目の町がある。住居表示実施済み。郵便番号は050-0073。

## 地理
室蘭市の東部に位置し、北から北東に高砂町、東に日の出町、南東から南に寿町、南西に中島町、西から北西に知利別町と接する。

### 河川
- 二級河川 知利別川

## 地域の特徴
室蘭市の都市計画マスタープランでは蘭東地域に属する。
町の西端を知利別川が南流し、南東縁をJR北海道室蘭本線が通る。北海道道919号中央東線が寿橋で室蘭本線を跨ぎ、北西方向に直進し知利別町に抜ける。北部の二丁目は楽山の南東斜面であり高低差があるが、その他の地域は若干の勾配はあるものの平坦である。一丁目に室蘭市立旭ヶ丘小学校、楽山保育園、中嶋神社、室蘭市弓道場、三丁目に北海道室蘭工業高等学校，宮の森会館、四丁目に宮の森旭通り親交会会館，カトリック東室蘭教会がある。

## 歴史
一丁目の中嶋神社境内にはかつて屯田兵村中隊本部が設置されていたことから、屯田兵記念碑が建てられている。遺構としての屯田兵旧火薬庫は市文化財に指定されている。一面の湿地帯は第2次世界大戦後埋め立てられ、住宅街となった。屯田兵中隊事業所跡の四丁目一帯は市営球場や市営体育館を含む総面積7.1ヘクタールの中島公園に変容した。なお市営体育館は2022年（令和4年）に廃止され、入江運動公園内へ移転した。また、かつて中島町三丁目には知利別小学校が存在したが、2020年（令和2年）に閉校した。

### 地名の由来
中嶋神社の森にちなむ

### 沿革
- 1963年（昭和38年）5月1日 - 宮の森町一丁目 - 四丁目新設[8][9]。

### 町名の変遷
| 実施内容          | 実施年月日               | 実施後         | 実施前                             |
| ----------------- | ------------------------ | -------------- | ---------------------------------- |
| 町名新設 住居表示 | 1963年（昭和38年）5月1日 | 宮の森町一丁目 | 中島町（字），高砂町（字）の各一部 |
| 町名新設 住居表示 | 1963年（昭和38年）5月1日 | 宮の森町二丁目 | 中島町（字），高砂町（字）の各一部 |
| 町名新設 住居表示 | 1963年（昭和38年）5月1日 | 宮の森町四丁目 | 中島町（字），高砂町（字）の各一部 |
| 町名新設          | 1963年（昭和38年）5月1日 | 宮の森町三丁目 | 中島町（字），高砂町（字）の各一部 |
| 住居表示          | 1969年（昭和44年）7月1日 | 宮の森町三丁目 |                                    |

## 世帯数と人口
2023年（令和5年）12月31日現在（室蘭市発表）の世帯数と人口は以下の通りである。
| 町             | 世帯数    | 人口    |
| -------------- | --------- | ------- |
| 宮の森町一丁目 | 272世帯   | 560人   |
| 宮の森町二丁目 | 366世帯   | 665人   |
| 宮の森町三丁目 | 536世帯   | 881人   |
| 宮の森町四丁目 | 401世帯   | 675人   |
| 計             | 1,575世帯 | 2,781人 |

### 人口の変遷
国勢調査による人口の推移。
| 1995年（平成7年）  | 3,917人 | [ 10 ] |  |
| 2000年（平成12年） | 3,632人 | [ 11 ] |  |
| 2005年（平成17年） | 3,401人 | [ 12 ] |  |
| 2010年（平成22年） | 3,178人 | [ 13 ] |  |
| 2015年（平成27年） | 3,048人 | [ 14 ] |  |
| 2020年（令和2年）  | 2,800人 | [ 15 ] |  |

### 世帯数の変遷
国勢調査による世帯数の推移。
| 1995年（平成7年）  | 1,625世帯 | [ 10 ] |  |
| 2000年（平成12年） | 1,609世帯 | [ 11 ] |  |
| 2005年（平成17年） | 1,556世帯 | [ 12 ] |  |
| 2010年（平成22年） | 1,546世帯 | [ 13 ] |  |
| 2015年（平成27年） | 1,526世帯 | [ 14 ] |  |
| 2020年（令和2年）  | 1,432世帯 | [ 15 ] |  |

## 学区
市立小・中学校に通う場合、学区は以下の通りとなる。
| 町             | 街区 | 小学校               | 中学校             |
| -------------- | ---- | -------------------- | ------------------ |
| 宮の森町一丁目 | 全域 | 室蘭市立旭ヶ丘小学校 | 室蘭市立桜蘭中学校 |
| 宮の森町二丁目 | 全域 | 室蘭市立旭ヶ丘小学校 | 室蘭市立桜蘭中学校 |
| 宮の森町三丁目 | 全域 | 室蘭市立旭ヶ丘小学校 | 室蘭市立桜蘭中学校 |
| 宮の森町四丁目 | 全域 | 室蘭市立旭ヶ丘小学校 | 室蘭市立桜蘭中学校 |

## 交通

### 鉄道
地域の南東縁をJR北海道室蘭本線が通る。町内に駅はないが、東室蘭駅の西口が隣接する中島町に所在する。

### バス
地域を南西 - 北東方向に縦貫する室蘭市道中島鷲別大通線及び中島公園通線に道南バスが路線バスを運行している。

### 道路
- 北海道道919号中央東線
- 室蘭市道中島鷲別大通線[17]
- 室蘭市道中島公園通線[17]

## 施設

### 公共施設
- 室蘭市弓道場
- 中島公園野球場
- 宮の森会館
- 宮の森旭通り親交会会館

### 教育施設
- 北海道室蘭工業高等学校
- 室蘭市立旭ヶ丘小学校

### 社会福祉施設
- 楽山保育園

### 娯楽施設
- 楽々温泉

### 寺社
- 中嶋神社

### 教会
- カトリック東室蘭教会

### 公園
- 中島公園